# Die drei liebreichen Schwestern und der glückliche Färber

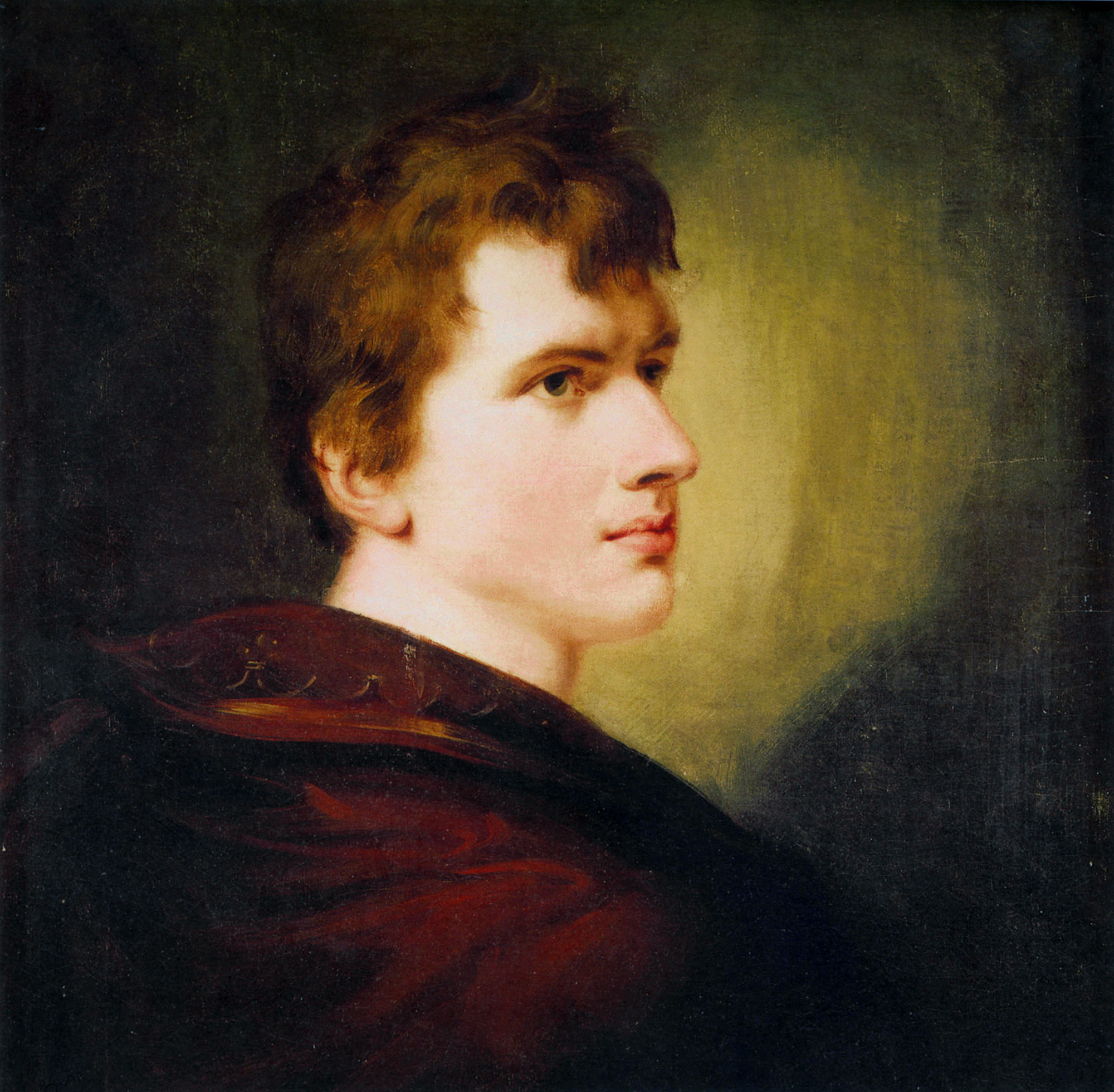
Achim von Arnim
(1781–1831)

Die drei liebreichen Schwestern und der glückliche Färber ist ein Sittengemälde von Achim von Arnim, das innerhalb der so genannten Novellensammlung von 1812 in der Realschulbuchhandlung Berlin erschien.

## Inhalt
Die schöne Lene Hille aus Harzgerode und der Lehrbursche Fritz Golno sind bei einem reichen Färber in Stettin am Oderhaff untergekommen. Golno möchte Lene heiraten, nachdem er Meister geworden ist. Zunächst aber muss er Geselle werden. Das Mädchen hat den ersten Gesellen Wigand abgewiesen. Wigand – voller Rachsucht – nennt Golno einen Wenden. Diese werden in der Färberzunft nicht geduldet. Golno lässt sich durch die Anschuldigung aus Stettin vertreiben. Lene gibt ihm hundert Harzgulden mit. Golno will das Geld zunächst nicht von der Braut nehmen. Aber Lene macht ihrem Fritz klar, er könne es ruhig einstecken. Ihr sei es einmal mitten im dunklen Wald aus dem Himmel in den Schoß gefallen. Lene hält sich für ein Findelkind und hat den Familiennamen ihrer Pflegemutter angenommen.
In Swinemünde sticht Golno in See und erreicht Amsterdam. Slawische Stämme, wie die Wenden, sind in Holland nicht bekannt. Die Wände werden in Amsterdam mit Brettern verkleidet. Dort in Holland wird der Stettiner Schwarzfärber vom Glück verfolgt. Golno zieht in Amsterdam das Große Los. Auf Anhieb gewinnt er vierzigtausend Gulden. Mit dem Gewinn errichtet der fleißige Golno am Amstelfluss eine Färberei und färbt Unmengen Tuches schwarz. Das Färben mit anderen Farben beherrscht der Lehrbursche noch nicht. Golno lernt in der Familie des ersten deutschen Predigers vom Amsterdam Susanna und deren jüngere Schwester Charlotte kennen. Der Prediger gesteht Golno seine einzige Sünde. Er heiße Hille, habe während des Studiums in Jena ein Kind in die Welt gesetzt und sei deswegen Hals über Kopf aus Deutschland geflohen. Da er in Amsterdam eine reiche Frau geheiratet hatte, konnte er der Pflegemutter seines unehelichen Kindes, seiner Schwägerin, der Frau Hille in Harzgerode, Geld schicken. Susanna hat sich in Golno unsterblich verliebt. Der Vater redet dem Mädchen ein, Golno sei bereits in Stettin verheiratet. Darauf färbt sich die verzweifelte Susanna von oben bis unten schwarz. In dem Zustand kann sie nicht in Holland bleiben.
König Friedrich I. stirbt. Golno belädt drei Fuhrwerke mit schwarzen Tüchern und zieht nach Preußen. Susanna lässt sich nicht abweisen. Sie schließt sich dem Zuge an. Anlässlich des prachtvollen Leichenbegräbnisses verkauft Golno die Fracht mit Vorteil bis auf den letzten Rest an Friedrich Wilhelm und an die trauernden Berliner. Später wird der geschäftstüchtige Färber sogar in das Tabakskollegium des neuen Königs eingeladen. Golno darf in Berlin eine Färberei eröffnen. Als reicher Mann fährt Golno mit Susanna nach Stettin und stellt seiner Braut Lene eine ihrer Stiefschwestern aus Amsterdam vor. Susanna will Golno auf einmal nicht mehr heiraten. Der Färber solle Lene ehelichen. Susanna wolle in dem neuen Hausstand dienen. Golno hält um Lenes Hand an, bekommt aber einen Korb. Die Stiefschwestern finden einen Ausweg. Die kleine Charlotte, inzwischen in Amsterdam „ein schönes, volles Mädchen geworden“, wird Golnos Frau. Lene und Susanna bleiben ledig. Sie lassen sich von ihrem Vater, dem Prediger Hille, ihr Erbteil auszahlen und rufen mit dem Gelde ein Findelhaus ins Leben. Zwar verurteilt Lene die Geschäftstüchtigkeit ihres ehemaligen Bräutigams, doch schließlich umarmen sich alle vier. Fritz Golno ist endlich verheiratet und „in dem unerschöpflichen Glücke der Liebe“ ist alles „vergeben und vergessen“.
Lene erteilt Golno hinsichtlich des materiellen Reichtums endlich noch eine Lehre. Golno hatte die hundert Harzgulden unangetastet aus der Fremde wieder nach Hause gebracht. Als er mit Hilfe eines Goldmachers zu noch größerem Reichtum kommen möchte und für ein Experiment die zufällig wiedergefundenen silbernen Harzgulden gedankenlos hergibt, gelingt der chemische Versuch sogar. Lene ermahnt den Färber angesichts des künstlichen Goldes: „...bewahre Er das Gold, aber brauche Er es nicht, und laß Er es Seine Kinder mit der Warnung bewahren, daß der Mensch in seinem höchsten irdischen Glücke sich selbst am wenigsten vertrauen darf...“

## Rezeption
- Trotz märchenhafter Passagen wachse das Glück der Protagonisten aus der selbständigen bürgerlichen Tätigkeit. Dagegen komme der Berliner Hof schlecht weg.[4]
- Moering[5] weist auf Bezüge zu Grimms Sterntalern und dem 17. Sektor in Jean Pauls Unsichtbarer Loge hin. Kratzsch[6] nennt noch Hebels Kannitverstan und hebt die Satire in den Nebenhandlungen hervor.[7]
- Axel Dunker, Annette Lindemann: „Achim von Arnim und die Auflösung des Künstler-Subjekts. Alchimistische und ästhetische Zeichensysteme in der Erzählung 'Die drei liebreichen Schwestern und der glückliche Färber'“ (PDF; 145 kB). Zeitschrift für deutsche Philologie, 112, 1993
- Dorothea Nolde: „Geschichten aus dem Vorfeld einer 'Zeit der Frauen': Achim von Arnims Novellenzyklus von 1812“ GRIN Verlag, November 2007, ISBN 3-638-86107-4

### Zitierte Textausgabe
- Achim von Arnim: Die drei liebreichen Schwestern und der glückliche Färber. Ein Sittengemälde. S. 155–209 in Konrad Kratzsch (Hrsg.): Achim von Arnim: Erzählungen. 635 Seiten. Aufbau-Verlag Berlin und Weimar 1968 (1. Aufl.)